# Тімон Гауґан
Тімон Гауґан (27 грудня 1996 , Норвегія ) — норвезький гірськолижник, олімпійський медаліст, призер чемпіонату світу 

## Виступи на Олімпійських іграх
| Рік  | Місце проведення | СЛ | ГС | СГ | ШС | КМ | КЗ |
| ---- | ---------------- | -- | -- | -- | -- | -- | -- |
| 2022 | Пекін, Китай     | —  | —  | —  | —  | —  | 3  |

## Виступи на чемпіонатах світу
| Рік  | Місце проведення          | СЛ | ГС | СГ | ШС | КМ | ПС |
| ---- | ------------------------- | -- | -- | -- | -- | -- | -- |
| 2021 | Кортіна-д'Ампеццо, Італія | —  | —  | —  | —  | —  | 14 |

## Зовнішні посилання
- Досьє на сайті FIS [Архівовано 20 лютого 2022 у Wayback Machine.]

1. ↑  https://www.fis-ski.com/DB/general/athlete-biography.html?sectorcode=AL&competitorid=174450
2. ↑  https://www.teamnor.no/profiler/alpint/timon-haugan/
3. ↑  ski-db.com